# Сакатекас (штат)
Сакате́кас (исп. Zacatecas; испанское произношение: [sakaˈtekas]). Официальное название Свободный и Суверенный Штат Сакатекас (Estado Libre y Soberano de Zacatecas) — штат в Мексике. Площадь составляет 75 040 км². В административном отношении подразделяется на 58 муниципалитетов.

## Этимология
Штат назван в честь его столицы, Сакатекаса. Топоним, вероятно, происходит от науатльского zacatl — «люди, живущие на траве», или «место, где много сакате» (сакате — весьма распространённый в Мексике злак).

## География
Сакатекас расположен в центральной части Мексиканского нагорья, средняя высота составляет около 2300 м над уровнем моря. Штат пересекают несколько горных хребтов, западную его часть занимает Сьерра-Мадре Западная. Крупных рек нет. Климат главным образом засушливый, хотя влажные воздушные массы с Тихого океана влияют на климат западной части штата. Средние температуры колеблются в районе 18 °С, а средний уровень осадков — около 800 мм. На крайнем юго-западе Сакатекаса уровень осадков достигает 1000 мм.
Для горных районов характерны сосновые и вечнозелёные леса. В долинах имеет место степная и полупустынная растительность с мескитом, агавой, кактусами и другими видами. В горах водятся кабаны, белохвостые олени, зайцевые. Для долин характерны барсучьи, койоты.

## История

### Доиспанский период

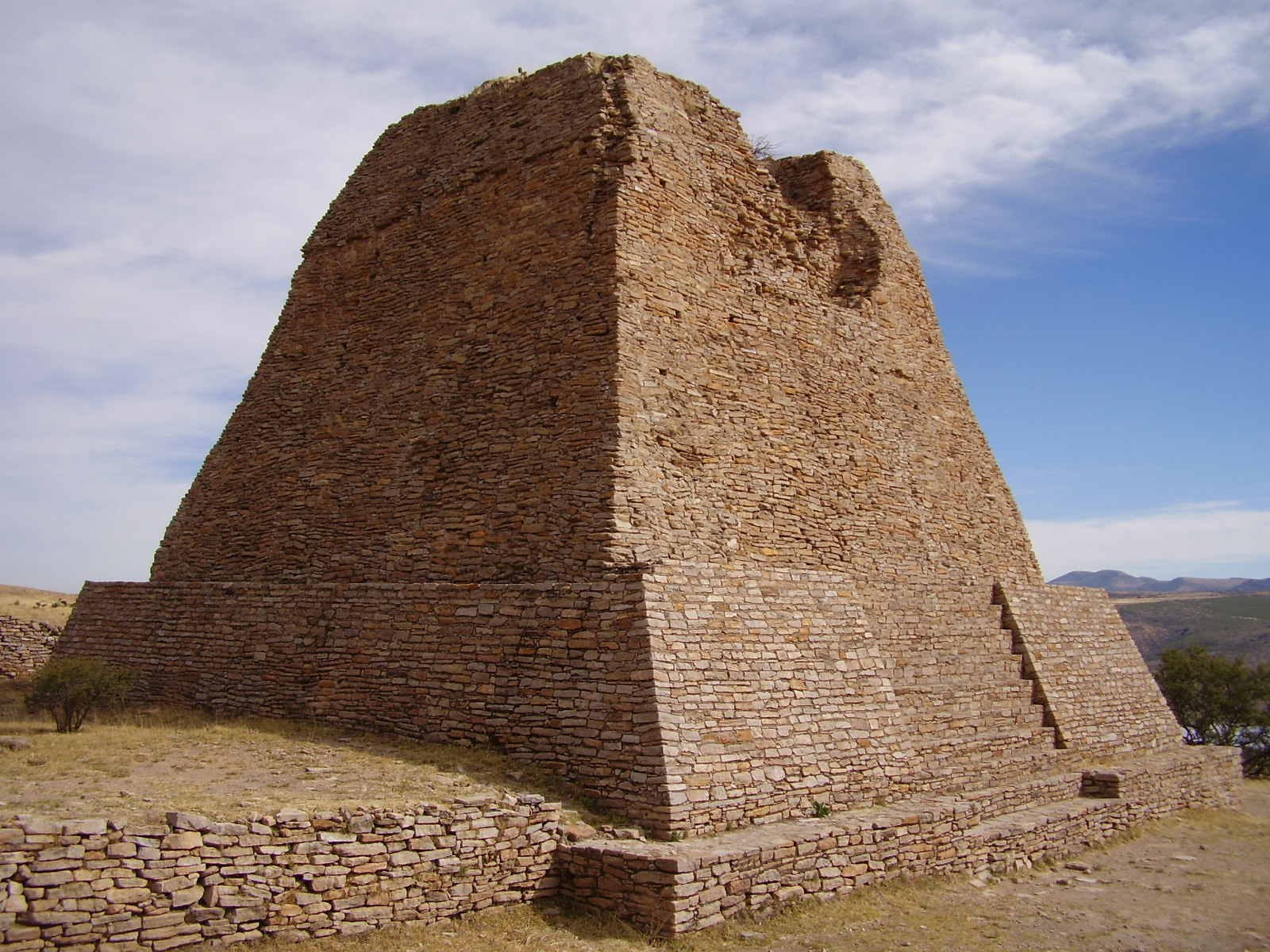
Пирамида в Лa Кемада

До прибытия испанцев регион был населён индейцами групп сакатеков (Zacateco), касканов (Caxcán), гуачичилей (Guachichile). Большинство из них занимались собирательством и охотой, хотя было и несколько поселений, где люди занимались сельским хозяйством.

### Испанский период
В середине XVI века Сакатекас был частью большой территории, которую испанцы называли Ла Гран Чичимека (в составе которой также были Халиско, Агуаскальентес, Наярит и Гуанахуато). Ацтеки с юга никогда не покоряли этой территории, населённой несколькими индейскими племенами. Ацтеки сами имели чичимекские корни (термин, имеющий перевод «собачьи сыны»). Четырьмя основными племенами, населявшими Сакатекас, были сакатекос, касканес, гуачичиль, тепеоанес.

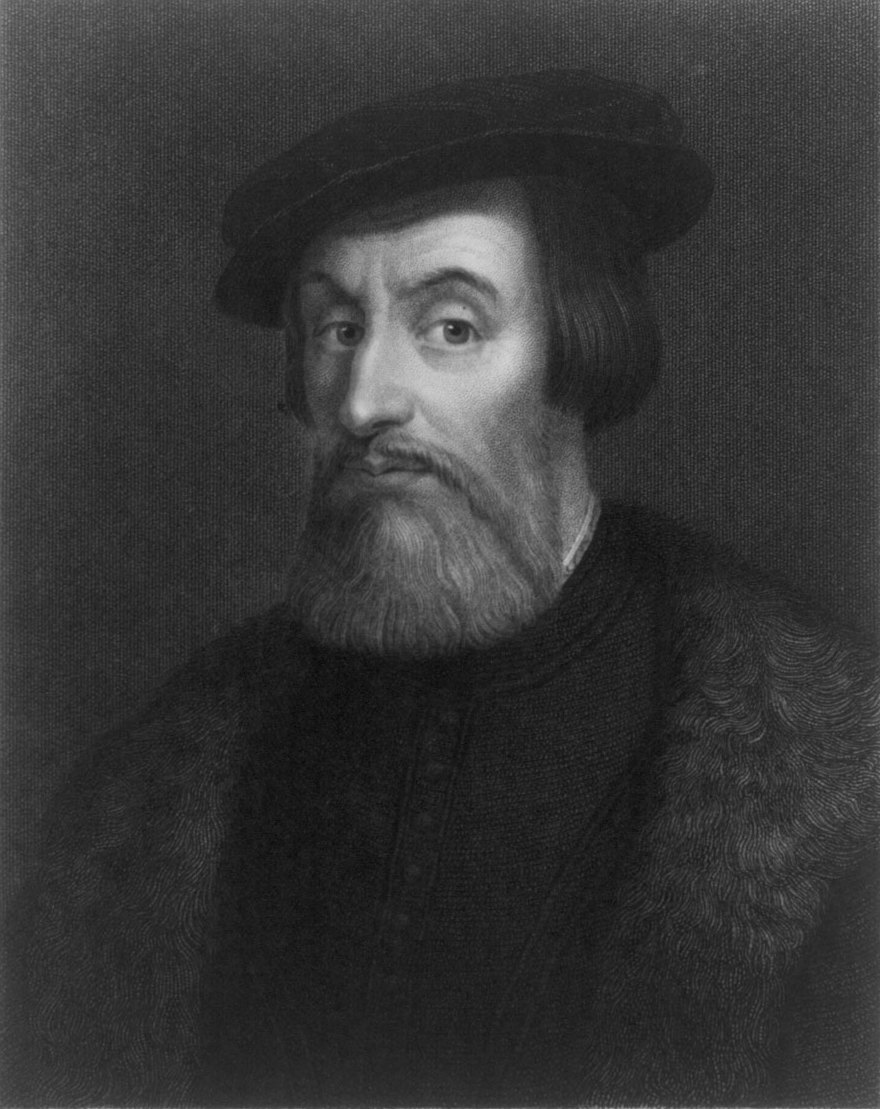
Эрнан Кортес

После конкисты южной Мексики в 1521 году, Эрнан Кортес отправил несколько экспедиций на север с целью исследования Ла Гран Чичимека. В земли Сакатекас были направлены две экспедиции под командованием Хуана Альвареса Чико и Алонсо де Авалоса. К тому моменту ацтеки и тлашкальцы уже находились под управлением Испании, и большинство исследований новых территорий производились испанскими солдатами совместно с индейскими воинами. Эти экспедиции были отправлены на север с надеждой на установление торговли с северными племенами, а также для открытия залежей различных минералов. Каждую экспедицию сопровождали миссионеры, несшие аборигенам Христианство и Слово Божие.
В 1529 году Нуньо де Гусман, возглавлявший войско из 500 испанских солдат и 10 000 индейцев-союзников из южной части Мексики, прошёл маршем через Мичоакан, Наярит, Халиско, Дуранго, Синабо и Сакатекас. Несмотря на то, что права на эти земли уже предъявили Авалос и другие исследователи, Гусман проигнорировал права первооткрывателей, спровоцировав местное население на восстание — таким образом, он мог заново покорить их. Пять кампаний Гусмана неизменно приводили к убийствам, клеймению и обращению в рабство тысяч индейцев. Сообщение о жестоком обращении с индейцами стали доходить до властей в Мехико. В итоге, его арестовали. Хотя Гусман и был выслан в Испанию, где умер в нищете и опале, его правление террора ещё долго откликалось в Сакатекасе, который стал частью испанской колонии — Новой Галисией.
В феврале 1540 года Франсиско Васкес де Коронадо отправился на поиски семи городов Сиболы. И без того немногочисленные испанские поселения в Новой Галисии сильно поредели после отбытия экспедиции Коронадо. Все ещё помня о жестокости Гусмана, индейское население подняло отчаянное восстание против испанских властей и их южных союзников-индейцев. Это восстание, известное как восстание Миштон, началось весной 1540 года и длилось до декабря 1541 года. В конце концов, испанским войскам удалось одержать вверх в этой борьбе и подавить восстание.
В 1546 году дворянин баск Хуан де Толоса (Juan de Tolosa) стал первым европейцем, кто обнаружил серебро в Сакатекасе — небольшая группа индейцев, живших неподалёку от нынешнего города Сакатекас, принесла ему в подарок несколько кусочков руды. В этом же году на высоте 2480 метров над уровнем моря было основано небольшое горнодобывающее поселение Сакатекас. В январе 1548 Х. де Толоса, Д. де Ибарра (Diego de Ibarra), К. де Оньяте (Cristóbal de Oñate) и Б. Т. де Баньюэлос (Baltazar Temiño de Bañuelos) собрались вместе и построили первые дома и основали первые шахты в Сакатекасе. В последующие несколько лет жажда быстрого обогащения привела в Сакатекас огромное количество старателей и рабочих. Богатые минералами залежи были также найдены севернее — в Сан Мартине и Чалоиуитесе (в 1556 году), в Авино и Сомбререте (в 1558 году), в Фреснильо (в 1566 году), в Масапиле (в 1568 году) и в Ниевесе (в 1574 году).
К несчастью, с массовым приходом испанских колонистов и индейских рабочих с юга Мексики не был учтён факт того, что местные племена считали эти земли своими, доставшимися им в наследство от предков. В то время, пока количество горнодобывающих лагерей в Сакатекасе возрастало, незаселёнными и неисследованными оставались огромные территории вокруг торговых путей, соединявших Сакатекас с Мехико.
Именно здесь в 1550 году и началась Чичимекская война — племена сакатекос и гуачичиль начали нападать на путешественников и торговцев, передвигавшихся по этим «серебряным дорогам». На протяжении нескольких декад сакатекос и гуачичили вели ожесточённую партизанскую войну, организуя нападения на горнодобывающие города и небольшие караваны, которым приходилось пересекать территорию военных действий. Однако в 1585 году Альваро Манрике де Суньига, недавно назначенный вице-королём Мексики, решил провести расследование политики испанцев в зоне военных действий. Вице-король узнал, что некоторые испанские солдаты начали совершать набеги на индейские поселения с целью захвата рабов. Разгневанный подобной практикой, он запретил дальнейшее её применение и освободил (а некоторых отдал в подчинение церкви) тех, кого уже успели поработить. Вскоре он начал проводить «полномасштабную» мирную политику и переговоры с главными лидерами чичимеков. В обмен на мир он предложил им пищу, одежду, земли и сельскохозяйственные угодья. Эта политика «купленного мира» сработала и к концу XVI века Чичимекская война сошла на нет.
В то же время началась обширная кампания по завоеванию сердец и душ индейцев Сакатекаса. В 1596 году появилось 14 монастырей, разбросанных по всей территории Сакатекаса и сохранившихся до сегодняшних дней. Миротворческая кампания и усилия миссионеров оказались настолько успешными, что в течение нескольких лет сакатекос и гуачичиль осели в небольших поселениях по всей территории Сакатекаса и стали вести мирный образ жизни. Работа на полях и рудниках плечом к плечу с ацтеками, тлашкальцами, отоми и тарасками также поселившимися на территории Сакатекаса, чичимеки быстро ассимилировались с ними.
После того, как Мигель Идальго выпустил свой призыв к восстанию против колониальных властей в 1810, его последователи прошли по Сакатекасу. Они вернулись на следующий год, во время поспешного отступления из северных пустынь после того, как были разгромлены роялистской армией в окрестностях Мехико.

### Период независимости
Мексика в 1821 получила политическую независимость, и Сакатекас был включен в состав федерации по конституции 1824. В январе 17. 1825 была обнародована первая конституция штата, основанная на либеральных идеях и принципах. Первым губернатором был избран Х. М. Гарсия Рохас (José María García Rojas). Он высказывался о приоритете гражданской власти над военной и против консервативных порядков царивших в армии и церкви. Консерваторы два раза восставали против либерального правительства штата. Сакатекас был далёк от столицы, и местные шахтёрские бароны стремились сохранить свою автономию. Во время гражданской войны между либералами-федералистами и консерваторами-централистами, Сакатекас и его прибыльные шахты были оплотом федералистов. В мае 1835 граждане штата присоединились к другим северным штатам Мексики в восстании против А. Л. де Санта Анны (Antonio López de Santa Anna), который приостановил действие федеральной конституции и установил диктатуру. За исключением Техаса, Санта Анна сокрушил большинство из этих восстаний, наградив своих солдат двумя днями на разграбление Сакатекаса, где в результате резни было убито около 2 000 человек. Санта Анна отделил процветающий город Агуаскальентес и сделал его столицей отдельного штата (по общему мнению за поцелуй прекрасной жены местного политика).
Во время Войны за Реформу (1858—1861) Сакатекас был полем битв между либералами и консерваторами, и столица штата переходила несколько раз из рук в руки, пока наконец, в 1859 город не был захвачен либеральным генералом Х. Гонсалесом Ортегой (Jesus Gonzalez Ortega), который изгнал большинство представителей консервативного духовенства.
Во время президентства П. Диаса (Porfirio Diaz), и благодаря своему расположению между северной и центральной частями страны, Сакатекас был основным получателем вновь обретённой стабильности и экономической модернизации. В частности, в 1884 Мексиканская Центральная железная дорога связала Сакатекас с Мехико и Сьюдад Хуаресом. Благодаря тому, что Мексика была вторым в мире производителем мяты и обладала крупнейшими рудниками по добыче серебра, что концентрировалось в штате, Сакатекас сыграл важную роль в экономическом росте страны.

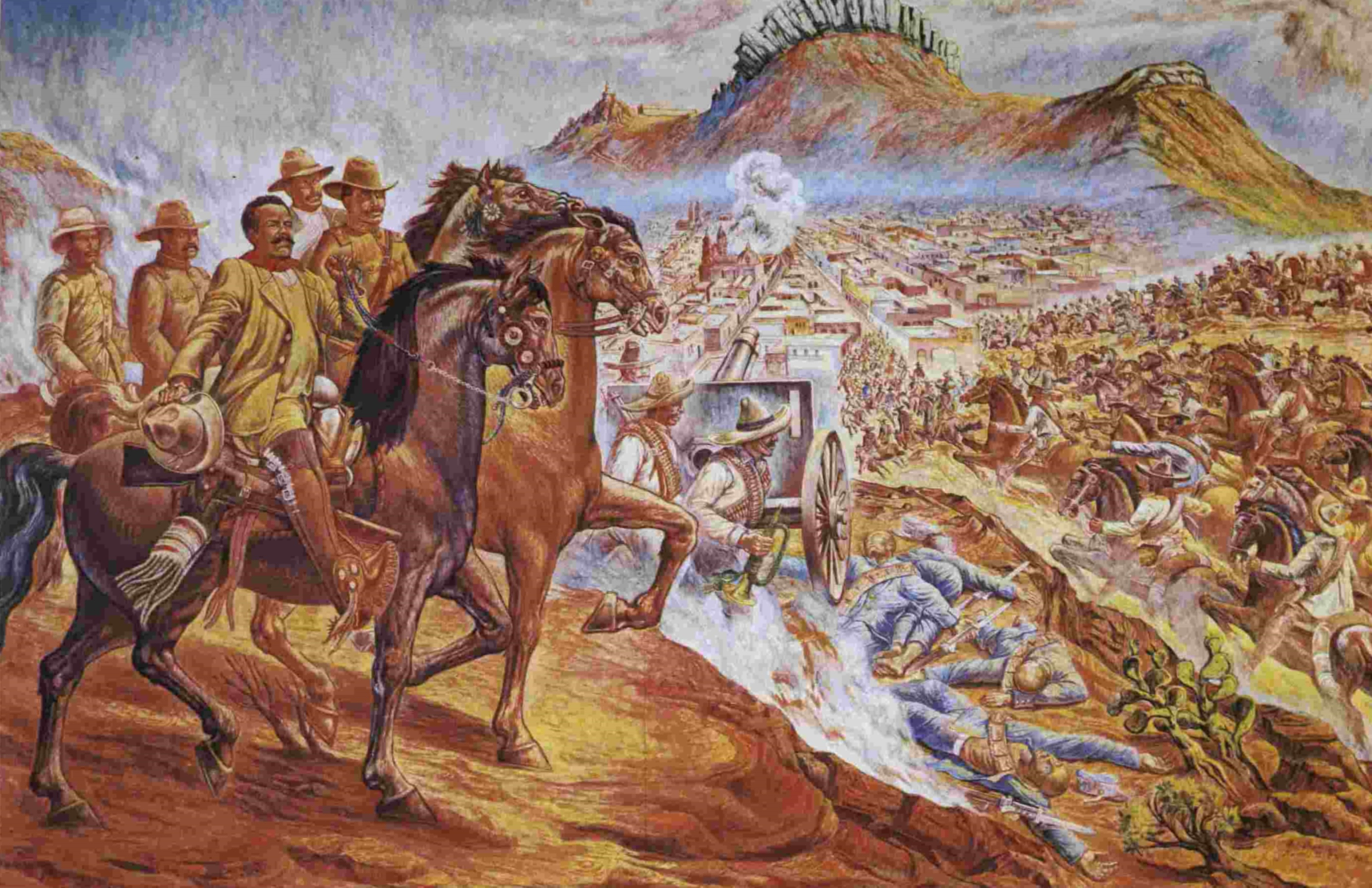
Картина Toma de Zacatecas

Его стратегическое и экономическое значение сделали этот штат важным фронтом в Мексиканской революции 1910—1917. Мексиканцы в 1910 восстали против диктатуры Диаса. Одним из наиболее важным сражений революции произошло в городе Сакатекас 23. июня 1914. Оно известно как La Toma de Zacatecas («Взятие Сакатекаса»). В этом бою лидер повстанцев Ф. «Панчо» Вилья (Francisco Villa) при помощи Ф. Анхелеса (Felipe Ángeles) и П. Натеры (Pánfilo Natera) взял золотой запас Сакатекаса, что обеспечило финансами успех революции. Вилья в эти годы был губернатором штата. С тех пор, после экономического спада в 1920-30-е, начался постепенный подъём.
С 1970-х начался развиваться туризм, строились новые дороги, улучшалась инфраструктура. С 1929 в политике неизменно господствовала правящая во всей стране право-социалистическая Институционно-Революционная партия (PRI). Однако в 1998 на губернаторских выборах победил кандидат от социал-демократической партии Демократической Революции (PRD), кандидаты от которой дважды побеждали на выборах губернатора. В 2010 PRI снова вернулась к власти в штате с избранием губернатором М. А. Рейес (Miguel Alonso Reyes).

## Население

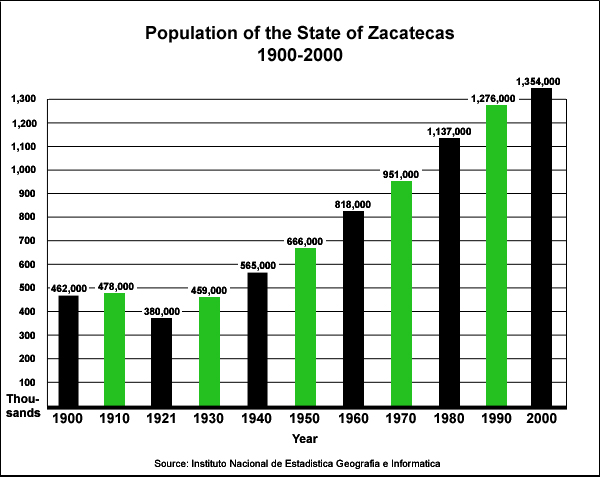
Динамика численности населения штата в XX веке

На 2010 год население Сакатекаса составляет 1 490 668 человек. Муниципалитет с наибольшим населением — Фреснильо (213 139 человек). Штат имеет одну из наиболее низких в стране долю индейского населения (всего около 0,3 %). Около 1 837 сакатекцев говорят на различных индейских языках. Достаточно сильна миграция из штата, хотя она и сократилась в последние годы. Предполагается, что в США проживает более 600 тыс. сакатекцев, что составляет около 40 % от населения самого штата. Около 97 % населения исповедуют католицизм, около 1,1 % не относят себя ни к одной религии.

## Административное деление

Административная карта Мексики.

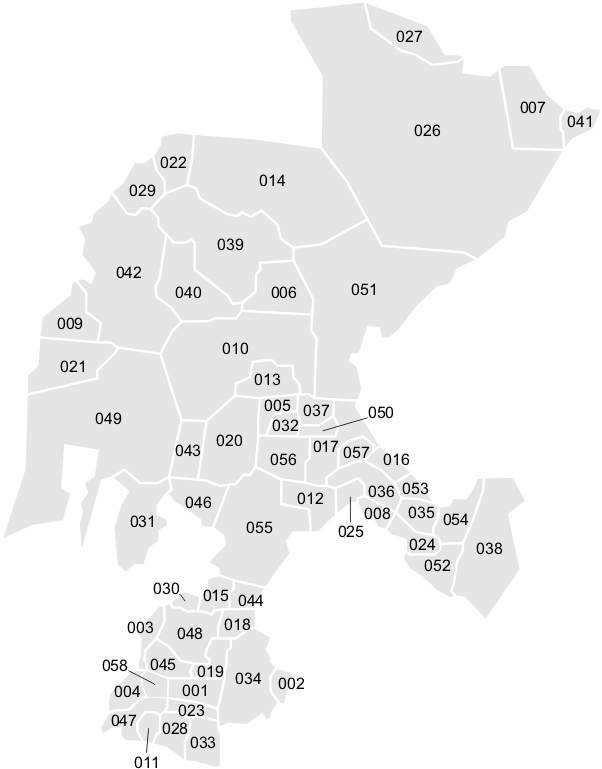
Административная карта штата Сакатекас.

В административном отношении делится на 58 муниципалитетов:
| INEGI код | Муниципалитеты (русск.)      | Муниципалитеты (ориг.)         |
| --------- | ---------------------------- | ------------------------------ |
| 001       | Апосоль                      | (Apozol)                       |
| 002       | Апулько                      | (Apulco)                       |
| 003       | Атолинга                     | (Atolinga)                     |
| 004       | Бенито-Хуарес                | (Florencia de Benito Juárez)   |
| 005       | Калера                       | (Calera)                       |
| 006       | Каньитас-де-Фелипе-Пескадор  | (Cañitas de Felipe Pescador)   |
| 007       | Консепсион-дель-Оро          | (Concepción del Oro)           |
| 008       | Куаутемок                    | (Cuauhtémoc)                   |
| 009       | Чальчиуитес                  | (Chalchihuites)                |
| 010       | Эль-Платеадо-де-Хоакин-Амаро | (El Plateado de Joaquín Amaro) |
| 011       | Эль-Сальвадор                | (El Salvador)                  |
| 012       | Фреснильо                    | (Fresnillo)                    |
| 013       | Хенаро-Кодина                | (Genaro Codina)                |
| 014       | Хенераль-Энрике-Эстрада      | (General Enrique Estrada)      |
| 015       | Генерал-Франсиско-Мургия     | (General Francisco R Murguía)  |
| 016       | Генерал-Панфило-Натера       | (General Pánfilo Natera)       |
| 017       | Гуадалупе                    | (Guadalupe)                    |
| 018       | Уануско                      | (Huanusco)                     |
| 019       | Хальпа                       | (Jalpa)                        |
| 020       | Херес-де-Гарсия-Салинас      | (Jerez de García Salinas)      |
| 021       | Хименес-дель-Теуль           | (Jiménez del Teul)             |
| 022       | Хуан-Альдама                 | (Juan Aldama)                  |
| 023       | Хучипила                     | (Juchipila)                    |
| 024       | Лорето                       | (Loreto)                       |
| 025       | Луис-Мойя                    | (Luis Moya)                    |
| 026       | Масапиль                     | (Mazapil)                      |
| 027       | Мельчор-Окампо               | (Melchor Ocampo)               |
| 028       | Мескиталь-дель-Оро           | (Mezquital del Oro)            |
| 029       | Мигель-Ауса                  | (Miguel Auza)                  |
| 030       | Момах                        | (Momax)                        |
| 031       | Монте-Эскобедо               | (Monte Escobedo)               |
| 032       | Морелос                      | (Morelos)                      |
| 033       | Мойяуа-де-Эстрада            | (Moyahua de Estrada)           |
| 034       | Ночистлан-де-Мехия           | (Nochistlán de Mejía)          |
| 035       | Нория-де-Анхелес             | (Noria de Ángeles)             |
| 036       | Охокальенте                  | (Ojocaliente)                  |
| 037       | Пануко                       | (Pánuco)                       |
| 038       | Пинос                        | (Pinos)                        |
| 039       | Рио-Гранде                   | (Río Grande)                   |
| 040       | Санта-Мария-де-ла-Пас        | (Santa María de la Paz)        |
| 041       | Саин-Альто                   | (Saín Alto)                    |
| 042       | Сомбререте                   | (Sombrerete)                   |
| 043       | Сустикакан                   | (Susticacán)                   |
| 044       | Табаско                      | (Tabasco)                      |
| 045       | Тепечитлан                   | (Tepechitlán)                  |
| 046       | Тепетонго                    | (Tepetongo)                    |
| 047       | Теуль-де-Гонсалес-Ортега     | (Teúl de González Ortega)      |
| 048       | Тлальтенанго-де-Санчес-Роман | (Tlaltenango de Sánchez Román) |
| 049       | Транкосо                     | (Trancoso)                     |
| 050       | Тринидад-Гарсия-де-ла-Кадена | (Trinidad García de la Cadena) |
| 051       | Вальпараисо                  | (Valparaíso)                   |
| 052       | Ветагранде                   | (Vetagrande)                   |
| 053       | Вилья-де-Кос                 | (Villa de Cos)                 |
| 054       | Вилья-Гарсия                 | (Villa García)                 |
| 055       | Вилья-Гонсалес-Ортега        | (Villa González Ortega)        |
| 056       | Вилья-Идальго                | (Villa Hidalgo)                |
| 057       | Вильянуэва                   | (Villanueva)                   |
| 058       | Сакатекас                    | (Zacatecas)                    |

## Экономика

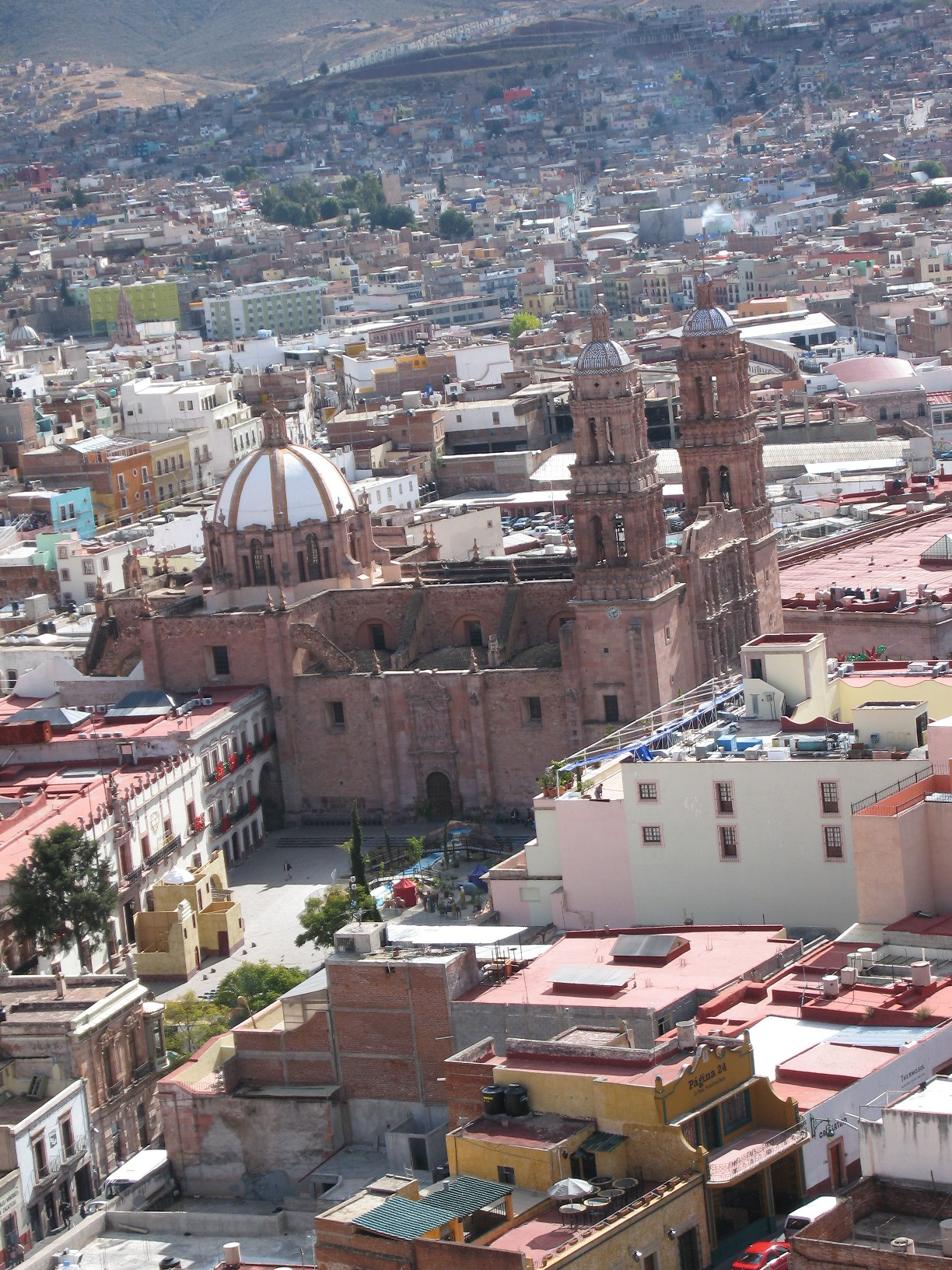
Монастырь Сан-Франсиско, город Сакатекас

Несмотря на достаточно засушливый климат, основу экономики составляет сельское хозяйство. Основные культуры включают зерновые, сахар и агаву. Выращиваются также персики, абрикосы, виноград и овощи.
Развита добывающая промышленность, добывается серебро, золото, ртуть, медь, железо, цинк, олово и др. Богатство полезных ископаемых было обнаружено уже вскоре после завоевания территории испанцами, многие шахты действуют уже с середины XVI века.
Имеет место пищевая промышленность, в том числе изготовление рома, мескаля и пульке; а также производство шерсти, хлопка и др. отрасли лёгкой промышленности.

## Туризм
Большинство достопримечательностей сосредоточены в городах Сакатекас и Сомбререте. Центр Сакатекаса является объектом всемирного наследия ЮНЕСКО и известен своими искусно украшенными зданиями, мощёными улицами и коваными фонарями. Сомбререто — старый колониальный город, основанный ещё в 1555 году как деревня. Интересен множеством прекрасных церквей и других зданий колониальной эпохи. Прекрасной колониальной архитектурой известен также город Херес-де-Сарсия-Салинас, расположенный вблизи города Сакатекас.

## Образование
По данным на 2005 год 92,7 % населения в возрасте более 15 лет грамотны. Около 98 % лиц в возрасте от 8 до 14 лет также способны читать и писать.
Высшие учебные заведения и исследовательские центры:
- Centro de Investigación en Matemáticas, A.C.[2]
- Universidad Pedagógica Nacional- Unidad 321
- Universidad Autónoma de Zacatecas
- Universidad Politécnica de Zacatecas
- Universidad Politécnica del Sur de Zacatecas
- Universidad Tecnológica del Estado de Zacatecas
- Instituto Tecnológico de Zacatecas
- Instituto Tecnológico Superior Zacatecas Occidente
- Instituto Tecnológico Superior Zacatecas Norte
- Instituto Tecnológico Superior Zacatecas Sur
- Instituto Tecnológico Superior de Nochistlán
- Instituto Tecnológico Superior de Jerez
- Instituto Tecnológico Superior de Loreto
- Instituto Tecnológico Superior de Fresnillo
- Instituto Politécnico Nacional UPIIZ-IPN[3]

Частные университеты включают:
- Universidad Autónoma de Durango, Campus Zacatecas
- Instituto Tecnológico y de Estudios Superiores de Monterrey, Campus Zacatecas
- Universidad de Tolosa de Zacatecas
- Universidad De La Vera-Cruz Zacatecas
- UNID Universidad Iberoamericana para el Desarrollo

## Герб
Герб городу Сакатекас, который, после создания одноимённого штата стал гербом и этой административной единицы, был пожалован испанским королём Филиппом II 20. июня 1588. Герб представляет собой щит с серебряной каймой. В центре композиции на фоне горы La Bufa изображение патронессы города и штата — Богоматери. Под ней монограмма Филиппа II. На горе возвышается серебряный крест. На голубом небе изображены солнце и луна. На переднем плане изображены реальные исторические персонажи — Х. де Толоса (Juan de Tolosa), Б. Теминьо де Баньюэлос (Baltasar Temiño de Bañuelos), Д. де Ибарра (Diego de Ibarra) и капитан К. де Оньяте (Cristóbal de Oñate) — первооткрыватели серебряных жил и основатели колонии. На кайме изображены стрелы и луки — символ индейцев живущих в штате. На девизной ленте надпись на латыни — Labor Vincet Omnia («Труд побеждает всё»). Венчает щит испанская королевская корона. Штат Сакатекас не имеет официально утверждённого флага. Часто используется белое полотнище с изображением герба в центре.

## Археология и палеогенетика
Согласно новому исследованию, опубликованному в журнале Nature, люди оставили в пещере Чикиуйте на высоте 2740 метров над уровнем моря каменные орудия неизвестной ранее археологической культуры. Исследователи получили более 50 датировок при помощи радиоуглеродного метода (от 16,6—15,6 до 13,7—12,2 тыс. л. н.) и метода оптически стимулируемого люминесцентного датирования (до 26,5 тыс. л. н.). Предметы же возрастом 30 тыс. л. н., которые выдавались за каменные орудия, на самом деле являются продуктами естественных пещерных процессов (геофактами). Палеогенетики во главе с профессором Эске Виллерслевом из Кембриджского университета и Центра геогенетики Копенгагенского университета секвенировали ДНК из образцов осадочной породы, находившейся в тех же слоях, в которых были найдены каменные орудия. Удалось выявить геномы широкого спектра животных, включая медведей барибалов (Ursus americanus), грызунов, летучих мышей, полёвок и кенгуровых прыгунов. Из образцов, содержавших фекалии и мочу древних животных, секвенировали геномы вымерших медведей вида Arctodus simus (16—14 тыс. лет назад) с покрытие 0,03× и американского черного медведя Ursus americanus (слои UE1210 и UE1212 возрастом 16—15 тыс. л. н. и калиброванные радиоуглеродные даты по трём углям для слоя UE1605 между 15,0 и 13,0 тыс. л. н.) с покрытие 0,04×.
Рифлёный наконечник для метательного снаряда культуры Кловис, найденный близ палеолагуны Ла-Салада, датируется возрастом 12 тыс. лет.